# Zbigniew Boniek

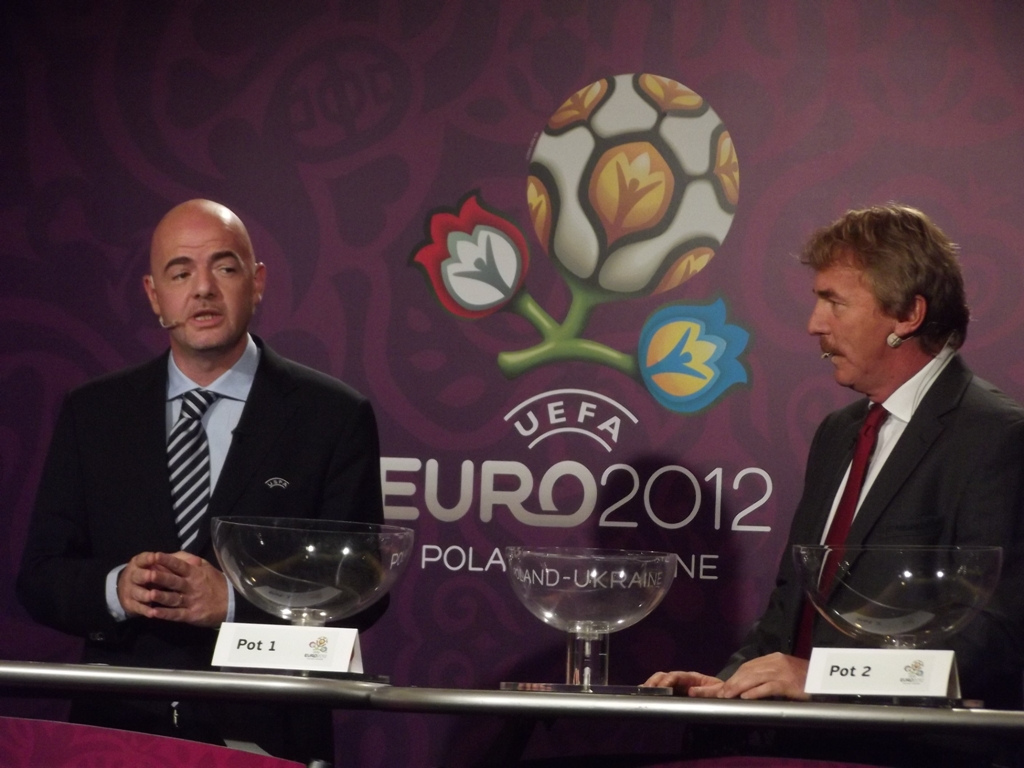
Boniek (rechts) met Gianni Infantino in 2011.

Zbigniew Kazimierz Boniek (Bydgoszcz, 3 maart 1956) is een Pools voormalig profvoetballer en voetbaltrainer die speelde als aanvaller. Boniek speelde voor Zawisza Bydgoszcz, Widzew Łódź, Juventus en AS Roma.
Boniek wordt gezien als een van de beste Poolse voetballers ooit. Hij staat als enige Pool in de FIFA 100 lijst, waarin de beste honderd nog levende spelers staan, samengesteld door Pelé en de FIFA.
Hij kwam tachtig keer voor Polen uit en scoorde daarin vierentwintig maal. Hij maakte zijn debuut voor de nationale ploeg op 24 maart 1976, toen hij in het vriendschappelijke duel tegen Argentinië (1–2) na vierenzestig minuten moest plaatsmaken voor Janusz Kupcewicz. Zijn beste prestatie met Polen was de derde plaats op het wereldkampioenschap 1982 in Spanje. Bij dat toernooi scoorde hij in de tweede ronde driemaal tegen België (3–0).
Ook was Boniek korte tijd (vanaf juli 2002) de bondscoach van de Polen, maar na vijf interlands (twee gewonnen, een gelijk, twee verloren) legde hij zijn functie neer in december 2002. In 2006 bekleedde hij een hoge functie bij de Poolse voetbalbond en was hij daarvan in 2012 voorzitter.
In 1982 verhuisde Boniek van Widzew Łódź naar Juventus. Daarmee werd hij de eerste Pool die in een van de grote Europese competities ging spelen. Tevens werd hij de eerste Poolse speler die meer dan een miljoen gulden per jaar verdiende in het voetbal. Bij deze club won hij met onder anderen Paolo Rossi en Michel Platini de Europacup II (1984), de Europese Supercup (1984) en de Europacup I (1985).
Van de toenmalige voorzitter van Juventus, Boniperti, kreeg Zbigniew Boniek de bijnaam Bello di Notte (Schoonheid van de Nacht), omdat hij vaak goed speelde tijdens avondwedstrijden.
Op 3 oktober 2014 verklaarde Boniek dat hij mooie jaren heeft gehad bij Juventus, waarin hij veel prijzen gewonnen heeft, maar in zijn jaren bij AS Roma heeft hij het meest genoten; "De club en de stad hebben een ongeëvenaarde charme". Boniek is supporter van AS Roma en woont anno 2014 nog steeds het grootste gedeelte van het jaar in Rome.

## Erelijst
Widzew Łódź
- Ekstraklasa: 1980/81, 1981/82

 Juventus
- Serie A: 1983/84
- Coppa Italia: 1982/83
- Europacup I: 1984/85
- Europese Supercup: 1984
- Europacup II: 1983/84

 AS Roma
- Coppa Italia: 1985/86

Individueel
- Pools voetballer van het jaar: 1978, 1982
- Ballon d'Or: derde plaats in 1982
- FIFA WK voetbal All-star Team: 1982
- FIFA 100: 2004
- Golden Foot Legends Award: 2009
- FAI International Football Awards – International Personality: 2012
- Hall of Fame van het Italiaans voetbal: 2019

Onderscheiding
- Ridder Derde Klasse in de Orde van Verdienste